# İlham Zəkiyev

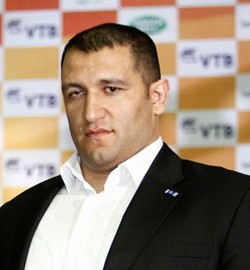
İlham Zəkiyev (2011)

İlham Əzizağa oğlu Zəkiyev (russisch Ильхам Азизага оглы Закиев Ilcham Asisaga ogly Sakijew; englisch Ilham Zakiyev; * 3. März 1980 in Sumqayıt, Aserbaidschanische SSR, UdSSR) ist ein aserbaidschanischer Judoka.
Bei den Sommer-Paralympics 2004 und 2008, den Welt Spielen 2007, den Weltmeisterschaften 2010, den Europameisterschaften 2005, 2007, 2009, 2011 und 2013 gewann er jeweils Gold. Bei den Europaspielen 2015 gewann er ebenfalls die Goldmedaille. Bei den Welt-Spielen 2003 und den Sommer-Paralympics 2012 gewann er Bronze, bei den Welt-Spielen 2011 Silber. 2016 belegte er bei den Sommer-Paralympics den fünften Platz.